# Oranger Anemonenfisch
Der Orange Anemonenfisch (Amphiprion sandaracinos) lebt in den Korallenriffen Indonesiens, der Philippinen, Taiwans, der Ryūkyū-Inseln, des nördlichen und westlichen Neuguinea, Nordwest-Australiens, der Weihnachtsinsel und der Salomon-Inseln. Er wurde schon im Aquarium nachgezüchtet.
Die Fische akzeptieren zwei Symbioseanemonenarten als Partner.
- Die Lederanemone (Heteractis crispa)
- und Mertens Anemone (Stichodactyla mertensii)

## Merkmale
Der Körper und die Flossen sind orange. Ein weißer Längsstreifen beginnt an der Schnauze und zieht sich entlang der Basis der Rückenflosse bis zum Schwanzstiel. Die Rückenflosse hat neun Hart- und 16 bis 18 Weichstrahlen, die Afterflosse zwei Hart- und zwölf Weichstrahlen. Amphiprion sandaracinos wird bis zu 13 Zentimeter lang. 
Er ähnelt sehr stark dem Weißrücken-Anemonenfisch (Amphiprion akallopisos) und unterscheidet sich von diesem durch die unterschiedliche Anzahl der Flossenstacheln, der orangen Schwanzflosse, die beim Weißrücken-Anemonenfisch weiß ist, sowie dem auf dem Kopf breiteren weißen Längsstreifen. Die Zähne des Orangen Anemonenfisch sind konisch, während die von Amphiprion akallopisos als Schneidezähne ausgebildet sind. In der freien Natur können beide Fischarten nur an den Küsten Javas und des südöstlichen Sumatra verwechselt werden, da sich die Verbreitungsgebiete nur dort überlappen.